# دیمیتری ماکزوتوف
دیمیتری دیمیتروویچ ماکزوتوف (روسی: Дми́трий Дми́триевич Максу́тов)؛ (23 april [سبک قدیمی: 11 april] 1896 – ۱۲ اوت ۱۹۶۴)، اخترشناس آماتور، مهندس، و فیزیک‌دان اهل امپراتوری روسیه بود. او بیشتر به عنوان مخترع تلسکوپ ماکزونوف شناخته می‌شود. وی همچنین برندهٔ جوایزی همچون نشان لنین شده‌است.

## زندگی‌نامه
دیمیتری ماکسوتوف در سال ۱۸۹۶ یا در نیکولایف [۱] یا در شهر بندری اودسا، امپراتوری روسیه متولد شد. پدرش، یک افسر نیروی دریایی بود که در ناوگان دریای سیاه خدمت می‌کرد و از خانواده‌ای با سنت دریایی طولانی و برجسته بود. به پدربزرگ بزرگ او، پیتر ایوانوویچ ماکسوتوف، عنوان شاهزاده اعطا شد و بدین ترتیب خانواده را به عنوان یک پاداش شجاعت در جنگ، به اشراف موروثی تربیت کرد. پدربزرگ او، دیمیتری پتروویچ ماکسوتوف، آخرین فرماندار روسی آلاسکای روسیه بود؛ پیش از آن که در سال ۱۸۶۷ توسط ایالات متحده آمریکا خریداری شود.
دیمیتری از اوایل کودکی به نجوم علاقه‌مند شد و اولین تلسکوپ خود را (یک بازتابنده ۷٫۲ اینچ / ۱۸۰ میلی‌متر) در دوازده سالگی ساخت. کمی بعد او انتشاراتی توسط اپتیک‌شناس روسی الکساندر آندریویچ چیکین (۱۸۶۵–۱۹۲۴) را؛ که بعداً معلم او شد، خواند. او یک بازتابنده ۱۰ اینچی (۲۱۰ میلی‌متر) بسیار بهتر ساخت و کار جدی رصد نجومی را آغاز کرد. در ۱۵ سالگی او قبلاً به عنوان عضو در انجمن نجوم روسیه پذیرفته شده بود. سه سال بعد وی از دانشگاه فنی و مهندسی نظامی (سن پترزبورگ) در پتروگراد (معروف به سن پترزبورگ، روسیه) که در آن روز دانشگاه فنی و مهندسی سن پترزبورگ بود فارغ‌التحصیل شد. بین سال‌های ۱۹۲۱ و ۱۹۳۰ در مؤسسه فیزیک دانشگاه اودسا در زمینه «اپتیک نجومی» کار کرد.